# 岡田有章
岡田有章（1960年6月7日—），日本資深男性動畫美術監督、機械設計師。出身於東京都。日本大學文理學部畢業。AB型血。

## 主要參加作品
- 魔法妖精貝露莎（美術設定）
- 搞怪拍檔（美術設定）※與佐藤正浩連名。
- 機甲戰記威龍 ※與中村光毅（日语：中村光毅）連名。
- 鎧傳（美術監督）※與Design Office Mecaman（日语：デザインオフィス・メカマン）連名。
- 獅虎獸神（美術監督）
- 勇者凱撒（美術監督）
- 太陽勇者（美術監督）
- 勇者傳說達鋼（美術監督）
- 勇者特急隊（美術監督、設定協力）
- 搞怪拍檔FLASH（美術監督）
- 勇者警察（美術監督）
- 黃金勇者（美術監督）
- 獸戰士Gulkeeva（日语：獣戦士ガルキーバ）（美術監督）※與永吉幸樹連名。
- 勇者指令（美術監督）
- 超者萊汀（日语：超者ライディーン）（美術監督）
- 勇者王（美術監督）
- 勇者指令 水晶之眼的少年（日语：勇者指令ダグオン 水晶の瞳の少年）（美術設定）
- 進化戰記（美術監督）
- 星界的紋章（美術監督）
- 勇者王FINAL（設計工作）※與鈴木龍也、鈴木卓也、中谷誠一（日语：中谷誠一）連名。
- 喔！超级小奶糖（日语：OH!スーパーミルクチャン）（美術監督）
- 爆鬥宣言大鋼彈（美術監督）
- DARKER THAN BLACK -流星之雙子-（日语：DARKER THAN BLACK -流星の双子-）（美術設定）※與青井孝連名。
- STAR DRIVER 閃亮的塔科特（地下世界設定）
- 絕園的暴風雨（美術概念設定）※與佐藤步連名、同時兼任美術監督。
- 翠星上的加爾岡緹亞（加爾岡緹亞形象）
- 鋼彈G之復國運動（美術監督、背景設定、背景圖形）※與佐藤步連名。
- 黑骸（機械設定、視覺概念）
- 於離別早晨飾上約定之花（美術設定、概念設計）
- A.I.C.O.：化身（概念設計）